# Phyllophaga solanophaga
Phyllophaga solanophaga är en skalbaggsart som beskrevs av Moron 1988. Phyllophaga solanophaga ingår i släktet Phyllophaga och familjen Melolonthidae. Inga underarter finns listade i Catalogue of Life.